# Veronika Žilková

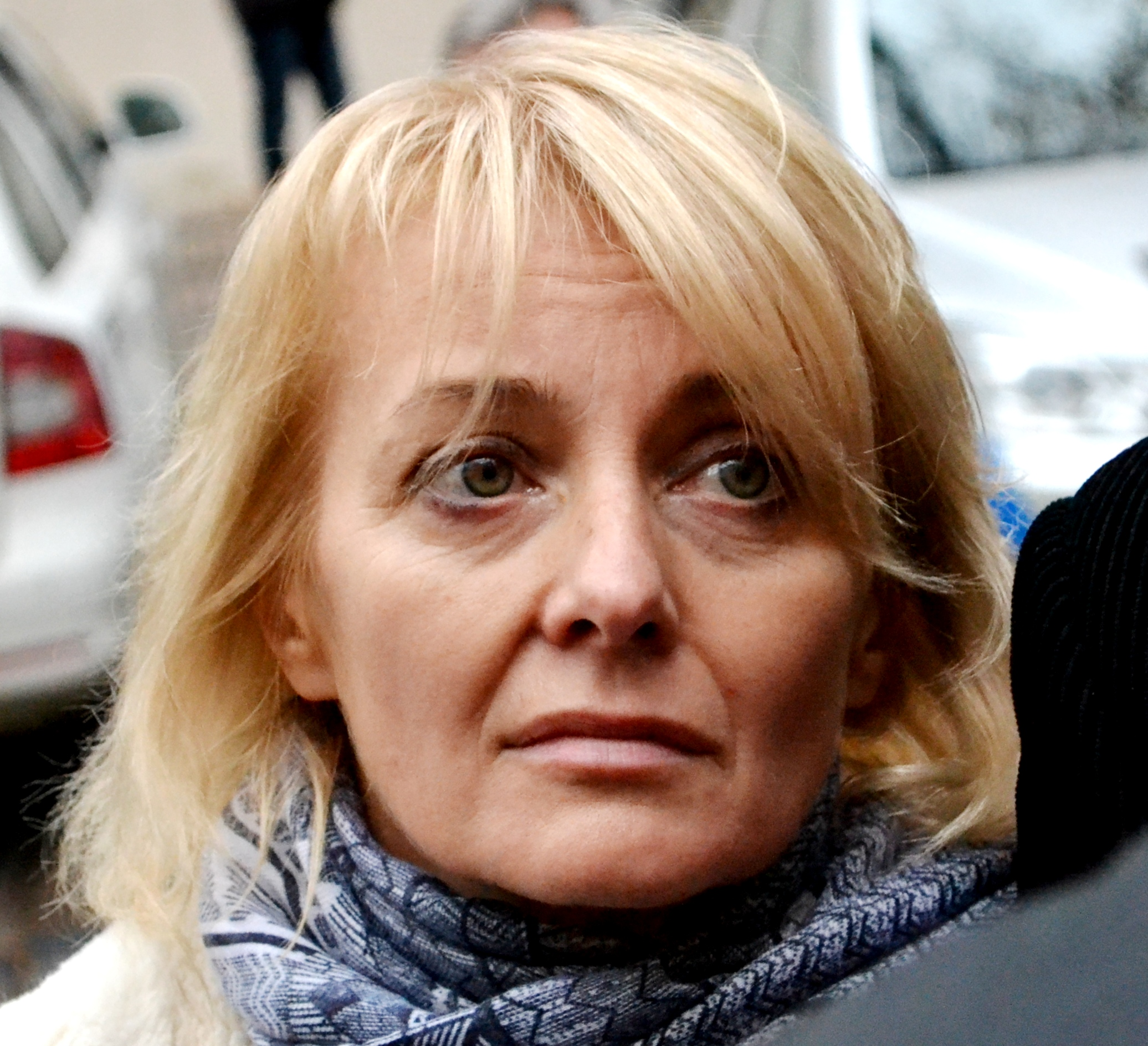
Veronika Žilková im Jahr 2015

Veronika Žilková (* 16. Oktober 1961 in Prag, Tschechoslowakei) ist eine tschechische Schauspielerin.

## Leben
Veronika Žilková wurde 1961 in der tschechischen Hauptstadt Prag in eine Künstlerfamilie geboren, in der Musik eine wichtige Rolle spielt. Während Veronikas Geschwister wie ihr Vater Musiker wurden, begann Žilková zunächst ein Studium der Psychologie an der Philosophischen Fakultät der Karls-Universität, welches sie nach einem Semester allerdings abbrach. Zunächst wollte sie Tanz studieren, absolvierte dann aber ein Schauspielstudium an der Theaterfakultät der Akademie der Musischen Künste in Prag (DAMU), das sie 1985 erfolgreich beendete. Auch spielte sie in der Zeit Theater am Činoherní klub (Drama Club), später dann am Divadlo na Vinohradech.
Schon während ihrer Studienzeit sammelte sie erste Erfahrungen vor der Kamera, eine ihrer ersten größeren Rollen hatte sie in dem Film Wenn Scheidung… dann Scheidung (Originaltitel Když rozvod, tak rozvod). Größere Bekanntheit verlieh ihr die Rolle der Pionierleiterin in der Serie Ein Haus mit tausend Gesichtern (My všichni školou povinní). Fortan übernahm sie vor allem Rollen in Märchenfilmen und Fernsehserien. Sie arbeitete als freiberufliche Schauspielerin, hatte Gastspiele am Divadlo Viola (Weinstube Viola) und am Divadlo Rokoko.
Nach der politischen Wende spielte Žilková in den 1990er Jahren zuerst in weniger erfolgreichen Produktionen mit. Ein großer Erfolg war für sie 1996 der Film Zapomenuté světlo, für welchen sie in ihrer Rolle der Marjánka im darauffolgenden Jahr mit dem Český lev („Böhmischer Löwe“) als Beste Nebendarstellerin ausgezeichnet wurde. Vier Jahre später wurde sie erneut für den Český lev nominiert. Ihre Popularität wurde Anfang der 2000er Jahre vor allem durch ihre Auftritte in Fernsehserien gefördert, vor allem durch Tele Tele, die mit ihren Parodien hohe Einschaltquoten erzielte.
Veronika Žilková ist seit 2008 in dritter Ehe mit dem Schauspieler und Politiker Martin Stropnický verheiratet. Aus ihren drei Ehen hat Žilková mehrere Kinder. Ihre älteste, 1985 geborene Tochter Agáta Hanychová, arbeitet gelegentlich auch als Schauspielerin; so spielte sie in Zapomenuté světlo an der Seite ihrer Mutter.

## Filmografie
- 1984: Ein Haus mit tausend Gesichtern (My vsichni skolou povinní)
- 1996: Zapomenuté svetlo

## Auszeichnungen
- 1997: Český lev – Beste Nebendarstellerin (in dem Film Zapomenuté svetlo)[3]